# Copper Peak
För andra betydelser, se Copper Peak (olika betydelser).
Copper Peak är en skidflygningsbacke i Ironwood i Gogebic County, Michigan i USA. Den invigdes 1970 och är världens minsta skidflygningsbacke som är homologerad av Internationella Skidförbundet (FIS). Den är dock den största hoppbacken utanför Europa. Tävlingar har inte arrangerats i backen sedan 1994.

## Historia
Medlemmar av Gogebic Range Ski Club hade tanken att bygga världens största hoppbacke redan på 1930-talet. Först byggdes en "dubbel-backe" (K60 och K40) vid Wolverine Hill 1935. Anläggningen användes till Copper Peak byggdes 1969 och finns inte mer. Copper Peak invigdes mars 1970 som den största hoppbacken på den amerikanska kontinenten. Backen ligger vid Chippewa Hills i området Gogebic, västerut i staten Michigan. Namnet "Copper Peak" kommer från kopparbrytning som började på detta område på 1884, men också järn grävdes ut, som stadens namn "Ironwood" indikerar. Hopptornet är 73 meter högt och på toppen finns en panoramaplattform som kan nås med hiss.
1975 byggdes tre mindre backar (K50, K30 och K10) för juniorbackhoppare vid Wolverine Hill. Copper Peak byggdes om 1980 och moderniserades 1988 för att tillfredsställa kraven från FIS. Backen har inte använts sedan 1994 och har tappat sin FIS-licens. Planer finns dock att rekonstruera och bygga om backen till internationell standard. Planerad byggstart är 2013.
Från 1970 till 1994 arrangerades 10 backhoppningstävlingar i Copper Peak. Invigningstävlingen 1970 vanns av Jiří Raška från Tjeckoslovakien före landsmännen Zbyněk Hubač och Rudolf Doubek. Två världscupdeltävlingar arrangerades 1981 och vanns av Alois Lipburger. (Den tredje världscuptävlingen inställdes på grund av vind.) En deltävling i kontinentalcupen arrangerade januari 1994.

## Backrekord
Officiellt backrekord delas av österrikarna Mathias Wallner och Werner Schuster som under kontinentalcupen (COC) 22 och 23 januari 1994 hoppade 158,0 meter. Strax efter stängdes backen. 

## Världscuptävlingar i Copper Peak
| Datum            | Typ tävling | Backstorlek | Vinnare         | 2 plats        | 3 plats     |
| ---------------- | ----------- | ----------- | --------------- | -------------- | ----------- |
| 13 februari 1981 | Världscup   | K-160       | Alois Lipburger | Andreas Felder | John Broman |
| 14 februari 1981 | Världscup   | K-160       | Alois Lipburger | Andreas Felder | Fritz Koch  |
| 15 februari 1981 | Världscup   | K-160       | Inställt        | Inställt       | Inställt    |